# Fetais
Fetais é uma aldeia da Freguesia de Calheta de Nesquim, Concelho de Lajes do Pico, ilha do Pico, arquipélago dos Açores.
Esta aldeia localiza-se nas imediações da Cascalheira, do Cabeço das Covas e do Cabeço das Cruzes.